# Ольхов Лог
Ольхов Лог — село в Каменском районе Воронежской области России. Входит в состав Карпенковского сельского поселения.
Расположено на реке Ольховатка в 120 км к югу от Воронежа.

## История
В мае 1766 года в вершине речки Ольховатки было отведено место, близ хутора Орешкова (ныне Орехово), поручику Василию Владимировичу Владимирову. Так возник хутор Верх Ольховатский. В 1780 году его населяли 35 душ обоего пола «подданных малороссиян», то есть, украинцев, и было здесь 4 двора. В документах последующего периода хутор отмечается под названием Ольховатский Лог. Название — по речке Ольховатке, а она, в свою очередь, по ольховым кустам в её долине.
По преданию, во 2-й половине XVIII века Екатерина II подарила дворянину Косенкову более 8 тыс. десятин земли и леса у Ольхов-Лога. Сам Косенков земледелием не занимался, а сдавал землю в аренду крестьянам Ольхов-Лога, Юрасовки, Карпенково и другим. После смерти Косенкова владелицей земли стала его жена Екатерина.
По данным на 1795 год, Верх Ольховатский находился во владении поручицы Настасьи Владимировой. В 1815 году 18 крестьянских душ, живших тремя дворами, были собственностью Веры Алексеевны Владимировой. Позднее часть имения принадлежала штаб-ротмистру Илье Ивановичу Тизенгаузену. Первый справочник о насёленных местах Воронежской губернии за 1859 год сообщает: «Хутор владельческий Верх Ольховатский, дворов три, жителей мужского пола 23, женского 30.»
В 1897 году в Ольховом Логе насчитывалось 746 жителей, в 1906 году — 92 двора, 896 жителей. Существовала церковно-приходская школа, в ней обучалось 35 мальчиков и 15 девочек. Церковь Илии Пророка была открыта в 1907 году (в 1929-30 годах была разрушена).
В 1929 году в селе образован колхоз имени Сталина, первым председателем был Егор Ильич Шабельников, в ноябре 1929 года убит противниками колхозного строя.
В 1930 году в местной школе создана первая пионерская организация.
В 1932 году проживало 969 жителей.
В июне 1954 года упразднен Ольховлогский сельсовет, а его территория передана Карпенковскому сельсовету.
С 1 ноября 1961 года колхоз имени Сталина переименован в колхоз «Ольховлогский». Ныне ООО «Ольховлогское».
В январе 1952 года ольховлогская изба-читальня преобразована в сельский клуб и открыта библиотека.
В 1957 году в селе оборудован радиоузел. В первой половине 1960-х годов особенно росло благосостояние ольховлогцев. За этот период было построено или перестроено 116 домов.
В 1972 году в селе было 237 дворов, 746 жителей; имелись клуб, библиотека, отделение связи, восьмилетняя школа со 140 учениками, магазин и медицинский пункт.
С селом Ольхов Лог связаны хутора:
- Орехово — возник в 1760-е годы, раньше Ольхов Лога. По «экономическим примечаниям Острогожского уезда» за 1780 год, хутор с правой стороны речки Ольховтки был крепостным поселком Леонтия Афанасьевича Афанасьева и назывался Орешковым. Было тогда в хуторе 22 двора и 163 человека жителей. В 1829 г. «пустошь Орешкова» была владением Веры Алексеевны Владимировой. С 1929 года в хуторе был колхоз «Красная нива», в начале 1950-х годов он вошел в колхоз имени Сталина. В 1932 году в хуторе было 587 жителей.
- Воронец — образован в начале 1920-х годов. В 1927 г. в хуторе было 15 дворов, 96 жителей. В годы коллективизации образован колхоз «Красный колос», председателем был Илья Колесников. Впоследствии, это был колхоз им. Сталина, затем «Ольховлогский». Название — по цветку-воронцу, произрастающему в этих местах. В 1972 году — 21 двор, 61 житель.
- Фриденфельд (Мирное поле). В 1920-е годы сюда были переселены немцы из острогожского села Рыбное, некогда немецкая колония Рибенсдорф. В 1928 году в хуторе было 26 дворов, 171 житель. В 1930-е годы функционировал колхоз «3-й интернационал», состоящий из русской и немецкой бригад. В 1932 году в хуторе было 40 хозяйств, 221 житель. В сентябре 1941 года немцы были выселены из хутора и вывезены в северные области России.

## Население
| 2010 |
| ---- |
| 590  |